# East Bloomfield
East Bloomfield – miasto w Stanach Zjednoczonych, w stanie Nowy Jork, w hrabstwie Ontario.